# Daniel Barenboim
Daniel Barenboim (hebrejsko: דניאל בארנבוים), argentinsko-izraelsko-španski pianist, skladatelj in dirigent, * 15. november 1942, Buenos Aires.

## Življenjepis
Je glasbeni direktor Berlinske državne opere ter orkestra Staatskapele iz Berlina. Leta 2009, 2014 in 2022 je na dunajskem novoletnem koncertu vodil orkester Dunajske filharmonije.